# جیمز سی. کالینز
جیمز سی. کالینز متولد سال ۱۹۵۸، نویسنده کتاب‌های مدیریتی است که در ایران بیشتر به عنوان نویسنده کتاب خوب به عالی شناخته می‌شود.

## درباره
جیم کالینز متولد سال ۱۹۵۸ و نویسنده یا مشارکت‌کننده در نوشتن هفت کتاب حوزهٔ مدیریت خلاق از جمله خوب به عالی و ساختن برای ماندن است که تمام آن‌ها جزو پرفروش‌ترین کتاب‌های این زمینه شناخته می‌شوند. او ۴۰ سال به صخره‌نوردی مشغول بوده‌است. جیم به رفتن راه‌های نرفته و خلاقیت و خطرپذیری معتقد است.

## تحصیلات
او مدرک کارشناسی ریاضی و MBA را از دانشگاه استنفورد و مدرک دکتری افتخاری را از دانشگاه کلرادو گرفته‌است.

## افتخارات
نشریه فوربس نام او را در سال ۲۰۱۷ در فهرست صد مغز زندهٔ کسب و کار در سطح جهان قرار داده‌است. فهرستی که جیورجیو آرمانی، دن گلیبرت، اریک اشمیت، مارک زاکربرگ، جک ولش، وارن بافت، ریچارد برانسون، چارلز شواب و جف بزوس هم در آن قرار دارند (البته نام ترامپ هم در این فهرست قرار دارد و همین باعث شده که ۹۹ نفر دیگر کمتر به نام خود در این فهرست اشاره کنند).
نشریه Thinker نیز نام جیم کالینز را در سال‌های مختلف جزو ۵۰ متفکر برتر جهان اعلام کرده‌است و حتی در سال ۲۰۱۱ نام کالینز به ردهٔ چهارم رتبهٔ بندی Thinker نیز رسید.